# Ted Levine
Ted Levine, właśc. Frank Theodore Levine (ur. 29 maja 1957 w Bellaire) – amerykański aktor filmowy, teatralny i telewizyjny, występował w roli Jame 'Buffalo Billa' Gumba w dreszczowcu Jonathana Demme’a Milczenie owiec (1991), a także jako Leland Stottlemeyer w serialu Detektyw Monk.

## Życiorys

### Wczesne lata
Urodził się w Bellaire w stanie Ohio jako jedno z sześciorga dzieci lekarzy – Charlotte Virginii (Clark) i Miltona Dmitriego Levine’a. Jego ojciec był pochodzenia  żydowskiego z Rosji, a jego matka miała korzenie walijskie. Dorastał w Oak Park w Illinois. Zainteresował się aktorstwem jako dziecko po obejrzeniu filmu Flip i Flap.
W latach 1975–79 uczęszczał do Marlboro College w Marlboro w Vermont. Studiował na University of Chicago w Chicago.

### Kariera
Był scenarzystą sceny teatralnej w Chicago. Następnie dołączył do Remains Theater, gdzie grali także Gary Cole i William Petersen. W 1978 roku występował w komedii szekspirowskiej Wieczór Trzech Króli na Champlain Shakespeare Festival w Burlington. W latach 1983–84 grał w Goodman Theatre w Chicago w przedstawieniu Czas swojego życia (The Time of Your Life), w 1986 roku jako sierżant Merwin J. Toomey w spektaklu Biloxi Blues w Fox Theatre w Atlancie, a także w sztukach: Buried Child, El Salvador, Killers i Your Home on the West.
Po swoim doświadczeniu na scenie, w latach 80. na poszukiwał ról w filmie i telewizji. Debiutował na szklanym ekranie jako policjant patrolujący w dreszczowcu ABC Through Naked Eyes (1983) z Davidem Soulem i Fionnulą Flanagan. Po występie w dramacie telewizyjnym NBC Dwóch ojców (Two Fathers' Justice, 1985) u boku Roberta Conrada i George’a Hamiltona, trafił na kinowy ekran w dramacie Héctora Babenco Chwasty (1987) z Jackiem Nicholsonem i Meryl Streep.
Po kreacji mordercy-psychopaty „Buffalo Billa” w filmie Milczenie owiec (1991), Levine zaczął być obsadzany w rolach złoczyńców. Próbował wyłamać się z tego stereotypu, przyjmując role bohaterów pozytywnych, m.in. detektywa Bosko w filmie Gorączka (Heat) czy astronauty Alana Sheparda w miniserialu dokumentalnym Z Ziemi na Księżyc (From the Earth to the Moon, 1998). W dreszczowcu Prześladowca (Joy Ride, 2001) z Paulem Walkerem podkładał głos morderczego kierowcy ciężarówki Rusty’ego Naila. Jego odrodzenie nastąpiło w roli detektywa Sama Nico w filmie Wonderland (2003).
W popularnym serialu kryminalno-komediowym Detektyw Monk (2002–2009) wcielił się w rolę Lelanda Stottlemeyera, kapitana policji w San Francisco. W filmie Zabójstwo Jesse’ego Jamesa przez tchórzliwego Roberta Forda (2007) zagrał rolę szeryfa Jamesa Timberlake’a, a w Amerykańskim gangsterze (2007) wystąpił w roli detektywa Lou Tobacka.
Ożenił się z Kim Phillips, z którą ma dwójkę dzieci: córkę Melissę i syna Maca.

## Filmografia
- 1987: Chwasty jako Pocono Pete
- 1988: Zdradzeni jako Wes
- 1989: Prawo krwi jako Willy Simpson
- 1991: Milczenie owiec jako Jame „Buffalo Bill” Gumb
- 1993: Ostatni żywy bandyta (TV) jako Potts
- 1993: Uciec, ale dokąd? jako pan Dunston
- 1995: Maglownica jako oficer John Hunton
- 1995: Georgia jako Jake
- 1995: Bez przeszłości (TV) jako Dave 'Eddie' Powers (głos)
- 1995: Gorączka (Heat) jako detektyw Mike Bosko
- 1996: Bullet jako Louis Stein
- 1997: Miejski obłęd jako Lemke
- 1997: Śledztwo nad przepaścią jako zastępca Nate Booker
- 1997: Flubber jako Wesson
- 1999: Bardzo dziki zachód jako generał 'Bloodbath' McGrath
- 2001: Ewolucja jako generał Russell Woodman
- 2001: Prześladowca (Joy Ride) jako głos Rusty’ego Nail
- 2001: Szybcy i wściekli jako sierżant Tanner
- 2001: Ali jako Joe Smiley
- 2002: Prawdziwe oblicze Charliego jako Emil Zadapec
- 2003: Wonderland jako Sam Nico
- 2004: Kandydat jako pułkownik Howard
- 2004: Narodziny jako pan Conte
- 2005: Wyznania gejszy jako pułkownik Derricks
- 2006: Wzgórza mają oczy jako Big Bob Carter
- 2007: Zabójstwo Jesse’ego Jamesa... jako szeryf James Timberlake
- 2007: Amerykański gangster jako kpt. Lou Toback
- 2010: Wyspa tajemnic jako Warden
- 2013: Czysty strzał (A Single Shot) jako Cecile
- 2018: Jurassic World: Upadłe królestwo  jako Ken Wheatley

### Seriale TV
- 1986-87: Crime Story jako Frank Holman
- 1996: Cwaniak (Wiseguy) jako Paul Callendar
- 1997: Superman jako Karkull (głos)
- 1999: Superman jako Sinestro (głos)
- 2002: Brygada ratunkowa jako Brian O’Malley
- 2002–2006: Liga Sprawiedliwych jako Bulldozer / Sinestro (głos)
- 2002–2009: Detektyw Monk jako Leland Stottlemeyer
- 2011: Luck jako Isadore Cohen
- 2013–2014: The Bridge: Na granicy jako porucznik Hank Wade
- 2016: Wściekłe psy jako Conrad Tull
- 2016: Ray Donovan jako Bill Primm
- 2016: Zabójcza broń jako Ned Brower